# Regió de Morogoro

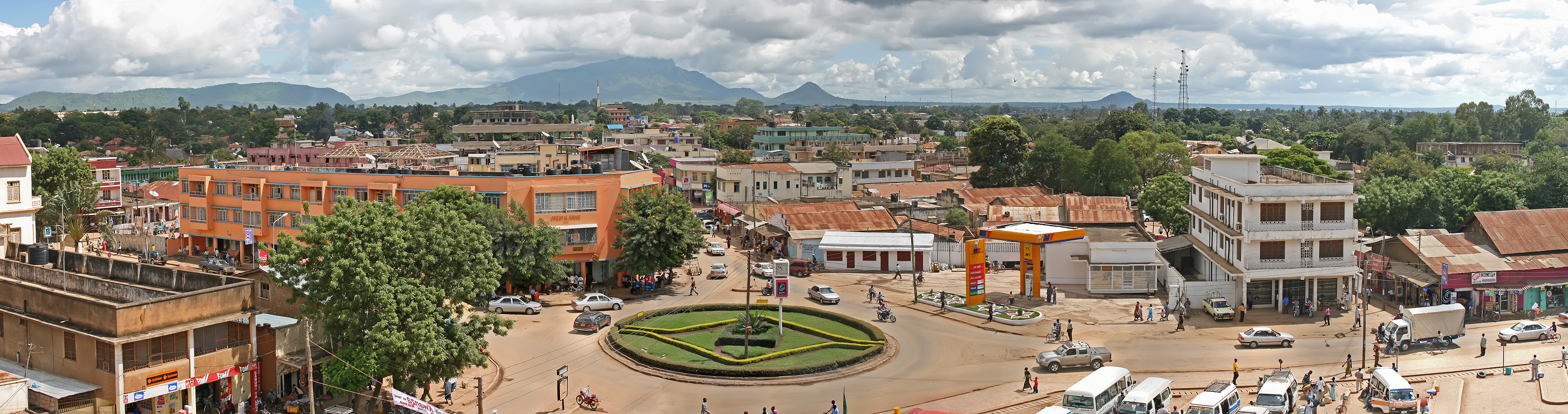
Vista panoràmica de la ciutat.

Morogoro és una de les trenta regions administratives en les quals està dividida la República Unida de Tanzània. La seva principal ciutat és Morogoro, de la que pren el nom.

## Districtes
Aquesta regió es troba subdividida internament en tan sols sis districtes a saber:
1. Morogoro Rural
2. Morogoro Urbà
3. Mvomero
4. Kilombero
5. Kilosa
6. Ulanga

## Territori i població
La regió de Morogoro té una extensió de territori que abasta una superfície de 70.799 quilòmetres quadrats. A més aquesta regió administrativa té una població d'1.753.362 persones. La densitat poblacional és de 24,9 habitants per cada quilòmetre quadrat de la regió.